# Edwards' fazant

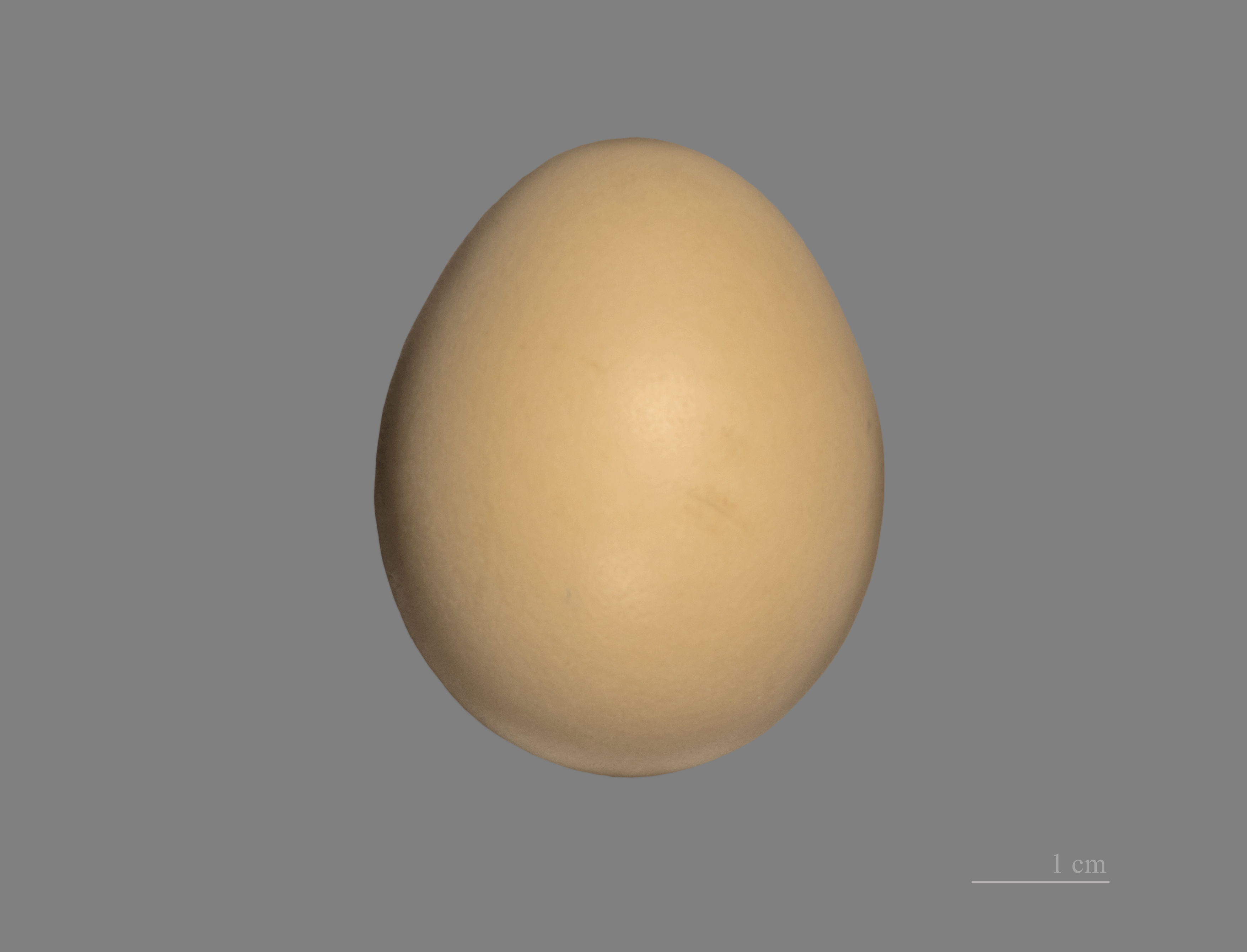
Ei

Edwards' fazant (Lophura edwardsi) is een vogel uit de familie fazantachtigen (Phasianidae). De wetenschappelijke naam van de soort is voor het eerst geldig gepubliceerd in 1896 door Oustalet en vernoemd naar Alphonse Milne-Edwards. Het is een ernstig bedreigde, endemische vogelsoort in Vietnam.

## Taxonomie
De Vietnamese fazant (L. hatinhensis)  wordt vaak gerekend tot hetzelfde taxon als Edwards' fazant. Over de status van deze soort is geen consensus.

## Kenmerken
Dit hoen is 58 tot 65 cm lang. De haan is donkerblauw met een wit, kort, borstelig kuifje en rond het oog een naakte rode huid. De hen en de onvolwassen vogels zijn egaal grijsbruin, met iets warmer bruine vleugels en een donkere bijna zwarte staart. De poten zijn rood.

## Verspreiding en leefgebied
De soort kwam voor 1930 voor in grote delen van het midden van Vietnam. Tussen 1964 en 1994 waren er nog meer dan 30 waarnemingen, maar sinds 2000 zijn er in de meest geschikt lijkende gebieden, ondanks uitgebreid onderzoek, geen waarnemingen meer uit het wild. Het oorspronkelijke leefgebied waren vochtige bergbossen met dichte ondergroei.

## Status
Edwards' fazant is mogelijk in het wild uitgestorven. Het leefgebied is gedurende de Vietnamoorlog gedeeltelijk ontbladerd en de overgebleven stukken bos staan onder enorme druk. Natuurlijk bos wordt omgezet in gebied voor agrarisch gebruik en menselijke bewoning. Er zijn echter nog Edwards' fazanten die in gevangenschap gehouden worden. In 2003 waren dat 1033 individuen. Er zijn soortbeschermingsplannen gemaakt. De dieren in gevangenschap worden gescreend op raszuiverheid en in daarvoor geschikte bosreservaten wordt gezocht naar mogelijkheden om opgekweekte dieren uit te zetten in het wild. Omdat theoretisch de kans op echt wilde Edwards' fazanten niet is uitgesloten, staat deze soort als ernstig bedreigd op de Rode Lijst van de IUCN.